# Mont Longhu
Le mont Longhu (chinois simplifié : 龙虎山 ; chinois traditionnel : 龍虎山 ; pinyin : lóng hǔ shān ; litt. « Mont du Tigre et du Dragon ») est situé dans la ville chinoise de Yingtan, dans la province du Jiangxi.
Ce mont sacré est reconnu comme l'un des berceaux du taoïsme, en particulier du mouvement Zhengyi Dao (正一道, zhèngyī dào), généralement traduit par « Vérité et unité ».

## Toponymie
Le mont Longhu a d'abord porté le nom de montagne Yunjin. La légende rapporte que le maître taoïste Zhang Daoling, alors installé dans les hauteurs du mont Yunjin, aurait vu apparaître un tigre et un dragon lors de la création de la pilule de l'immortalité, d'où le nom Longhushan pour caractériser ce site en particulier (mont du Tigre et du Dragon, 龙 虎 (Long Hu) en chinois),.

## Géographie
Le Longhushan couvre une zone de 200 km2 traversée par la rivière Luxi.
Dans les hauteurs du mont Longhu, sur le flanc des falaises les plus difficiles d'accès, une variété rarissime d'orchidée pousse, épargnée par les cueillettes et la pollution humaine. Pour 4,5 g de cette orchidée, les « chasseurs d'orchidées » peuvent gagner jusqu'à 900 euros.

## Histoire
Depuis la période des Printemps et Automnes, le site a servi de lieu de culte jusqu'à aujourd'hui. De nombreux cercueils placés dans des cavernes taillées à même le flanc de la falaise Xianshuiyan renseignent sur le rôle nécrologique du lieu.

## Protection evironnementale
Le parc paysager du mont Longhu (龙虎山风景名胜区) a été proclamé parc national le 1er août 1988.
Depuis 2010, le Longhushan fait partie du Danxia de Chine inscrit au patrimoine mondial de l’Unesco,.

## Religion
Le mont Longhu est le berceau de nombreux temples taoïstes dispersés sur les multiples collines karstiques qui caractérisent le relief du lieu. Le mont compte aussi 20 puits et piscines naturelles, ainsi que plusieurs lieux cultes comme le village Shangqing et son palace de l'immortalité (voir Shangqing pai), le temple Zhengyi (où Zhang Daoling aurait créé la pilule de l'immortalité), ainsi que les tombes suspendues. Le mont Longhu est considéré comme l'une des quatre montagnes sacrées du taoïsme.
En novembre 2014, le 3e forum international taoïste, qui se tient tous les trois ans, s'est tenu à Yingtan sur les hauteurs du mont Longhu.